# Троїцький Чигиринський жіночий монастир УПЦ (Чигирин)
Троїцький Чигиринський жіночий монастир УПЦ — православний монастир (спочатку — чоловічий, із 1735 — жіночий) поблизу Чигирина (у наш час — у межах міста). За деякими даними, існував уже 1627, проте ця дата суперечить відомостям, згідно з якими фундатором монастиря
був Іван Виговський у той час, коли займав посаду генерального писаря, тобто не раніше 1649.

Перша достовірна згадка про монастир датована 1653. У 1650-х рр. тут було два храми: Святої Трійці та Святого Іоанна Богослова.
Монастир із 1667 служив резиденцією митрополита Київського, Галицького і всієї Русі Йосифа Нелюбовича-Тукальського, який був тут похований (за ін. даними — у чигиринській церкві Святих Петра і Павла). Монастир зруйнований
1677—78, відроджений бл. 1708 братом П.Дорошенка Андрієм, який тут постригся в ченці та був похований (згодом тут були поховані інші представники Дорошенків). 1712 знову зруйнований татарами і відроджений 1730, коли обитель отримала
привілей від чигиринського старости Я.-С.Яблоновського. 1735 монастир став жіночим. Із 1786 мав статус позаштатного. Із 1874 при монастирі діяло училище для дівчат. На початку 20 ст. в монастирі були 234 насельниці. 1923 частину монастирських приміщень віддали дитячій трудовій
колонії. Монастир закрили 1925.

Останню ігуменю Рафаїлу (Тартацьку) 1927 закатували місцеві члени спілки «Безбожник». 1932 зруйновано обидва монастирські храми — Свято-Троїцьку церкву (споруджена 1759, реконструйована 1847—50) і Спасо-Преображенську трапезну церкву (споруджена 1835). 1941 монастир відродився і діяв до 1948. 1938—41 і 1944—73 у збережених монастирських
корпусах був розміщений с.-г. технікум, потім їх використовували як житло. Із 2006 іде процес відродження монастиря (належить УПЦ (МП)).